# Linval Dixon
Linval Dixon (ur. 14 września 1971 w Old Harbour Bay) – piłkarz jamajski grający na pozycji środkowego obrońcy. Trener piłkarski.

## Kariera klubowa
Piłkarską karierę Dixon rozpoczął w college'u Clarendon College, w którym grał w drużynie szkolnej. Następnie wyjechał do Stanów Zjednoczonych i trafił do zespołu Charleston Battery, w którym występował w rozgrywkach ligi USL First Division. Następnie wrócił na Jamajkę i grał w zespole Hazard United, z którym w 2000 roku zdobył Puchar Jamajki. Po tym sukcesie znów został piłkarzem Charleston Battery, a w 2003 roku zakończył piłkarską karierę.

## Kariera reprezentacyjna
W reprezentacji Jamajki Dixon zadebiutował w 1991 roku. W 1998 roku został powołany przez selekcjonera René Simõesa do kadry na Mistrzostwa Świata we Francji. Tam był rezerwowym zawodnikiem i nie wystąpił w żadnym spotkaniu. Ostatni mecz w kadrze narodowej rozegrał w 2003 roku. Po zakończeniu kariery przez bramkarza Warrena Barretta był przez pewien okres kapitanem "Reggae Boyz". W reprezentacji narodowej zagrał 96 razy i strzelił 3 gole.